# Australian Open 2022 (rolstoelvrouwendubbel)
Op het Australian Open 2022 speelden de rolstoelvrouwen de wedstrijden in het dubbelspel op maandag 24 en woensdag 26 januari 2022 in het Melbourne Park te Melbourne.

## Toernooisamenvatting
De Nederlandse titelverdedigsters Diede de Groot en Aniek van Koot vormden het eerste reekshoofd. Zij slaagden erin om hun titel te prolongeren. In de finale versloegen zij het als tweede geplaatste koppel Yui Kamiji en Lucy Shuker in de match-tiebreak. Voor de Nederlandse dames was dit hun tiende gezamenlijke grandslamtitel. De Groot had daarnaast drie eerdere grandslamdubbelspeltitels met andere partners; Van Koot tien.
De derde Nederlandse, Jiske Griffioen, speelde samen met Zhu Zhenzhen uit China – zij strandden in de eerste ronde.

## Geplaatste teams
| Nr. | Team                          | Resultaat   | Uitgeschakeld door            |
| --- | ----------------------------- | ----------- | ----------------------------- |
| 1.  | Diede de Groot Aniek van Koot | winnaressen | winnaressen                   |
| 2.  | Yui Kamiji Lucy Shuker        | finale      | Diede de Groot Aniek van Koot |

## Toernooischema
| Legenda | Legenda                  |
| ------- | ------------------------ |
| Q       | Qualifier                |
| WC      | Deelname via wildcard    |
| LL      | Lucky Loser              |
| r       | Opgave / trok zich terug |
| w/o     | Walk-over                |
| Alt     | Alternate                |
| SE      | Special Exempt           |
| PR      | Protected Ranking        |
| d       | Diskwalificatie          |

- Ranglijstpositie dubbelspel tussen haakjes.

|  | eerste ronde | eerste ronde                               | eerste ronde           | eerste ronde | eerste ronde |                               |                                        | finale | finale | finale | finale | finale |
|  |              |                                            |                        |              |              |                               |                                        |        |        |        |        |        |
|  | 1            | Diede de Groot Aniek van Koot (1+2=3)      | 6                      | 6            |              |                               |                                        |        |        |        |        |        |
|  |              | Dana Mathewson Kgothatso Montjane (6+5=11) | 0                      | 3            |              |                               |                                        |        |        |        |        |        |
|  |              | Dana Mathewson Kgothatso Montjane (6+5=11) | 0                      | 3            | 1            | Diede de Groot Aniek van Koot | 7                                      | 3      | [10]   |        |        |        |
|  |              |                                            |                        |              |              | Diede de Groot Aniek van Koot | 7                                      | 3      | [10]   |        |        |        |
|  |              | 2                                          | Yui Kamiji Lucy Shuker | 5            | 6            | [2]                           |                                        |        |        |        |        |        |
|  |              | 2                                          | Yui Kamiji Lucy Shuker | 5            | 6            | [2]                           | Jiske Griffioen Zhu Zhenzhen (13+7=20) | 2      | 3      |        |        |        |
|  |              |                                            |                        |              |              |                               | Jiske Griffioen Zhu Zhenzhen (13+7=20) | 2      | 3      |        |        |        |
|  | 2            | Yui Kamiji Lucy Shuker (3+4=7)             | 6                      | 6            |              |                               |                                        |        |        |        |        |        |